# Svjetsko prvenstvo u motociklizmu 2023. – MotoGP
Svjetsko prvenstvo u motociklizmu u klasi MotoGP za 2023. godinu je drugi put zaredom osvojio talijanski vozač Francesco Bagnaia na motociklu Ducati Desmosedici GP23 s momčadi Ducati Lenovo Team. 

U sezoni 2023. za utrke MotoGP klase su uvedene i tzv. Sprint utrke, koja se održava dan prije glavne utrke (Grand Prix, Velika nagrada), te ugrubo iznosi polovicu duljine glavne utrke na stazi. 

## Raspored utrka i osvajači postolja
2023. godine je bilo na rasporedu 20 trkačih vikenda Svjetskog prvenstva i na svima su vožene utrke u klasi MotoGP (održano 20 GP utrka i 19 Sprint utrka).
| rb | rbu | datum               | staza                                 | utrka                           | službeni naziv utrke                                         | utrka  | pole poz.                          | motocikl       | naj.krug                | motocikl                | pobjednik               | motocikl                | drugoplasirani          | motocikl                | trećeplasirani          | motocikl                | izvj.                           |
| -- | --- | ------------------- | ------------------------------------- | ------------------------------- | ------------------------------------------------------------ | ------ | ---------------------------------- | -------------- | ----------------------- | ----------------------- | ----------------------- | ----------------------- | ----------------------- | ----------------------- | ----------------------- | ----------------------- | ------------------------------- |
| 1  | 1   | 25. ožujka 2023.    | Algarve                               | VN Portugala                    | Grande Prémio Tissot de Portugal                             | Sprint | Marc Márquez                       | Honda          | Jack Miller             | KTM                     | Francesco Bagnaia       | Ducati                  | Jorge Martín            | Ducati                  | Marc Márquez            | Honda                   | [ 1 ] [ 2 ] [ 3 ] [ 4 ]         |
| 1  | 2   | 26. ožujka 2023.    | Algarve                               | VN Portugala                    | Grande Prémio Tissot de Portugal                             | GP     | Marc Márquez                       | Honda          | Aleix Espargaró         | Aprilia                 | Francesco Bagnaia       | Ducati                  | Maverick Viñales        | Aprilia                 | Marco Bezzecchi         | Ducati                  | [ 5 ] [ 6 ] [ 7 ] [ 4 ]         |
| 2  | 3   | 1. travnja 2023.    | Termas de Río Hondo                   | VN Argentine                    | Gran Premio Michelin de la República Argentina               | Sprint | Álex Márquez                       | Ducati         | Marco Bezzecchi         | Ducati                  | Brad Binder             | KTM                     | Marco Bezzecchi         | Ducati                  | Luca Marini             | Ducati                  | [ 8 ] [ 9 ] [ 10 ] [ 11 ]       |
| 2  | 4   | 2. travnja 2023.    | Termas de Río Hondo                   | VN Argentine                    | Gran Premio Michelin de la República Argentina               | GP     | Álex Márquez                       | Ducati         | Marco Bezzecchi         | Ducati                  | Marco Bezzecchi         | Ducati                  | Johann Zarco            | Ducati                  | Álex Márquez            | Ducati                  | [ 12 ] [ 13 ] [ 14 ] [ 11 ]     |
| 3  | 5   | 15. travnja 2023.   | Circuit of the Americas               | VN Amerika                      | Red Bull Grand Prix of The Americas                          | Sprint | Francesco Bagnaia                  | Ducati         | Francesco Bagnaia       | Ducati                  | Francesco Bagnaia       | Ducati                  | Álex Rins               | Honda                   | Jorge Martín            | Ducati                  | [ 15 ] [ 16 ] [ 17 ] [ 18 ]     |
| 3  | 6   | 16. travnja 2023.   | Circuit of the Americas               | VN Amerika                      | Red Bull Grand Prix of The Americas                          | GP     | Francesco Bagnaia                  | Ducati         | Álex Rins               | Honda                   | Álex Rins               | Honda                   | Luca Marini             | Ducati                  | Fabio Quartararo        | Yamaha                  | [ 19 ] [ 20 ] [ 21 ] [ 18 ]     |
| 4  | 7   | 29. travnja 2023.   | Jerez                                 | VN Španjolske                   | Gran Premio MotoGP™ Guru by Gryfyn de España                 | Sprint | Aleix Espargaró                    | Aprilia        | Daniel Pedrosa          | KTM                     | Brad Binder             | KTM                     | Francesco Bagnaia       | Ducati                  | Jack Miller             | KTM                     | [ 22 ] [ 23 ] [ 24 ] [ 25 ]     |
| 4  | 8   | 30. travnja 2023.   | Jerez                                 | VN Španjolske                   | Gran Premio MotoGP™ Guru by Gryfyn de España                 | GP     | Aleix Espargaró                    | Aprilia        | Francesco Bagnaia       | Ducati                  | Francesco Bagnaia       | Ducati                  | Brad Binder             | KTM                     | Jack Miller             | KTM                     | [ 26 ] [ 27 ] [ 28 ] [ 25 ]     |
| 5  | 9   | 13. svibnja 2023.   | Le Mans - Bugatti                     | VN Francuske                    | Shark Grand Prix de France                                   | Sprint | Francesco Bagnaia                  | Ducati         | Marco Bezzecchi         | Ducati                  | Jorge Martín            | Ducati                  | Brad Binder             | KTM                     | Francesco Bagnaia       | Ducati                  | [ 29 ] [ 30 ] [ 31 ] [ 32 ]     |
| 5  | 10  | 15. svibnja 2024.   | Le Mans - Bugatti                     | VN Francuske                    | Shark Grand Prix de France                                   | GP     | Francesco Bagnaia                  | Ducati         | Marco Bezzecchi         | Ducati                  | Marco Bezzecchi         | Ducati                  | Jorge Martín            | Ducati                  | Johann Zarco            | Ducati                  | [ 33 ] [ 34 ] [ 35 ] [ 32 ]     |
| 6  | 11  | 10. lipnja 2023.    | Mugello                               | VN Italije                      | Gran Premio d'Italia Oakley                                  | Sprint | Francesco Bagnaia                  | Ducati         | Francesco Bagnaia       | Ducati                  | Francesco Bagnaia       | Ducati                  | Marco Bezzecchi         | Ducati                  | Jorge Martín            | Ducati                  | [ 36 ] [ 37 ] [ 38 ] [ 39 ]     |
| 6  | 12  | 11. lipnja 2023.    | Mugello                               | VN Italije                      | Gran Premio d'Italia Oakley                                  | GP     | Francesco Bagnaia                  | Ducati         | Álex Márquez            | Ducati                  | Francesco Bagnaia       | Ducati                  | Jorge Martín            | Ducati                  | Johann Zarco            | Ducati                  | [ 40 ] [ 41 ] [ 42 ] [ 39 ]     |
| 7  | 13  | 17. lipnja 2023.    | Sachsenring                           | VN Njemačke                     | Liqui Moly Motorrad Grand Prix Deutschland                   | Sprint | Francesco Bagnaia                  | Ducati         | Jorge Martín            | Ducati                  | Jorge Martín            | Ducati                  | Francesco Bagnaia       | Ducati                  | Jack Miller             | KTM                     | [ 43 ] [ 44 ] [ 45 ] [ 46 ]     |
| 7  | 14  | 18. lipnja 2023.    | Sachsenring                           | VN Njemačke                     | Liqui Moly Motorrad Grand Prix Deutschland                   | GP     | Francesco Bagnaia                  | Ducati         | Johann Zarco            | Ducati                  | Jorge Martín            | Ducati                  | Francesco Bagnaia       | Ducati                  | Johann Zarco            | Ducati                  | [ 47 ] [ 48 ] [ 49 ] [ 46 ]     |
| 8  | 15  | 24. lipnja 2023.    | Assen                                 | VN Nizozemske                   | Motul TT Assen                                               | Sprint | Marco Bezzecchi                    | Ducati         | Marco Bezzecchi         | Ducati                  | Marco Bezzecchi         | Ducati                  | Francesco Bagnaia       | Ducati                  | Fabio Quartararo        | Yamaha                  | [ 50 ] [ 51 ] [ 52 ] [ 53 ]     |
| 8  | 16  | 25. lipnja 2023.    | Assen                                 | VN Nizozemske                   | Motul TT Assen                                               | GP     | Marco Bezzecchi                    | Ducati         | Jorge Martín            | Ducati                  | Francesco Bagnaia       | Ducati                  | Marco Bezzecchi         | Ducati                  | Aleix Espargaró         | Aprilia                 | [ 54 ] [ 55 ] [ 56 ] [ 53 ]     |
| 9  | 17  | 5. kolovoza 2023.   | Silverstone                           | VN Britanije                    | Monster Energy British Grand Prix                            | Sprint | Marco Bezzecchi                    | Ducati         | Álex Márquez            | Ducati                  | Álex Márquez            | Ducati                  | Marco Bezzecchi         | Ducati                  | Maverick Viñales        | Aprilia                 | [ 57 ] [ 58 ] [ 59 ] [ 60 ]     |
| 9  | 18  | 6. kolovoza 2023.   | Silverstone                           | VN Britanije                    | Monster Energy British Grand Prix                            | GP     | Marco Bezzecchi                    | Ducati         | Aleix Espargaró         | Aprilia                 | Aleix Espargaró         | Aprilia                 | Francesco Bagnaia       | Ducati                  | Brad Binder             | KTM                     | [ 61 ] [ 62 ] [ 63 ] [ 60 ]     |
| 10 | 20  | 19. kolovoza 2023.  | Red Bull Ring                         | VN Austrije                     | CryptoDATA Motorrad Grand Prix von Österreich                | Sprint | Francesco Bagnaia                  | Ducati         | Francesco Bagnaia       | Ducati                  | Francesco Bagnaia       | Ducati                  | Brad Binder             | KTM                     | Jorge Martín            | Ducati                  | [ 64 ] [ 65 ] [ 66 ] [ 67 ]     |
| 10 | 20  | 20. kolovoza 2023.  | Red Bull Ring                         | VN Austrije                     | CryptoDATA Motorrad Grand Prix von Österreich                | GP     | Francesco Bagnaia                  | Ducati         | Francesco Bagnaia       | Ducati                  | Francesco Bagnaia       | Ducati                  | Brad Binder             | KTM                     | Marco Bezzecchi         | Ducati                  | [ 68 ] [ 69 ] [ 70 ] [ 67 ]     |
| 11 | 21  | 2. rujna 2023.      | Catalunya (Barcelona)                 | VN Katalonije                   | Gran Premi Monster Energy de Catalunya                       | Sprint | Francesco Bagnaia                  | Ducati         | Aleix Espargaró         | Aprilia                 | Aleix Espargaró         | Aprilia                 | Francesco Bagnaia       | Ducati                  | Maverick Viñales        | Aprilia                 | [ 71 ] [ 72 ] [ 73 ] [ 74 ]     |
| 11 | 22  | 3. rujna 2023.      | Catalunya (Barcelona)                 | VN Katalonije                   | Gran Premi Monster Energy de Catalunya                       | GP     | Francesco Bagnaia                  | Ducati         | Maverick Viñales        | Aprilia                 | Aleix Espargaró         | Aprilia                 | Maverick Viñales        | Aprilia                 | Jorge Martín            | Ducati                  | [ 75 ] [ 76 ] [ 77 ] [ 74 ]     |
| 12 | 23  | 9. rujna 2023.      | Misano World Circuit Marco Simoncelli | VN San Marina i Rivijere Rimini | Gran Premio Red Bull di San Marino e della Riviera di Rimini | Sprint | Jorge Martín                       | Ducati         | Marco Bezzecchi         | Ducati                  | Jorge Martín            | Ducati                  | Marco Bezzecchi         | Ducati                  | Francesco Bagnaia       | Ducati                  | [ 78 ] [ 79 ] [ 80 ] [ 81 ]     |
| 12 | 24  | 10. rujna 2024.     | Misano World Circuit Marco Simoncelli | VN San Marina i Rivijere Rimini | Gran Premio Red Bull di San Marino e della Riviera di Rimini | GP     | Jorge Martín                       | Ducati         | Francesco Bagnaia       | Ducati                  | Jorge Martín            | Ducati                  | Marco Bezzecchi         | Ducati                  | Francesco Bagnaia       | Ducati                  | [ 82 ] [ 83 ] [ 84 ] [ 81 ]     |
| 13 | 25  | 23. rujna 2023.     | Buddh International                   | VN Indije                       | IndianOil Grand Prix of India                                | Sprint | Marco Bezzecchi                    | Ducati         | Marco Bezzecchi         | Ducati                  | Jorge Martín            | Ducati                  | Francesco Bagnaia       | Ducati                  | Marc Márquez            | Honda                   | [ 85 ] [ 86 ] [ 87 ] [ 88 ]     |
| 13 | 26  | 24. rujna 2023.     | Buddh International                   | VN Indije                       | IndianOil Grand Prix of India                                | GP     | Marco Bezzecchi                    | Ducati         | Marco Bezzecchi         | Ducati                  | Marco Bezzecchi         | Ducati                  | Jorge Martín            | Ducati                  | Fabio Quartararo        | Yamaha                  | [ 89 ] [ 90 ] [ 91 ] [ 88 ]     |
| 14 | 27  | 30. rujna 2023.     | Mobility Resort Motegi                | VN Japana                       | Motul Grand Prix of Japan                                    | Sprint | Jorge Martín                       | Ducati         | Jorge Martín            | Ducati                  | Jorge Martín            | Ducati                  | Brad Binder             | KTM                     | Francesco Bagnaia       | Ducati                  | [ 92 ] [ 93 ] [ 94 ] [ 95 ]     |
| 14 | 28  | 1. listopada 2023.  | Mobility Resort Motegi                | VN Japana                       | Motul Grand Prix of Japan                                    | GP     | Jorge Martín                       | Ducati         | Johann Zarco            | Ducati                  | Jorge Martín            | Ducati                  | Francesco Bagnaia       | Ducati                  | Marc Márquez            | Honda                   | [ 96 ] [ 97 ] [ 98 ] [ 95 ]     |
| 15 | 29  | 14. listopada 2023. | Mandalinka                            | VN Indonezije                   | Pertamina Grand Prix of Indonesia                            | Sprint | Luca Marini                        | Ducati         | Marco Bezzecchi         | Ducati                  | Jorge Martín            | Ducati                  | Luca Marini             | Ducati                  | Marco Bezzecchi         | Ducati                  | [ 99 ] [ 100 ] [ 101 ] [ 102 ]  |
| 15 | 30  | 15. listopada 2023. | Mandalinka                            | VN Indonezije                   | Pertamina Grand Prix of Indonesia                            | GP     | Luca Marini                        | Ducati         | Enea Bastianini         | Ducati                  | Francesco Bagnaia       | Ducati                  | Maverick Viñales        | Aprilia                 | Fabio Quartararo        | Yamaha                  | [ 103 ] [ 104 ] [ 105 ] [ 102 ] |
| 16 | 31  | 21. listopada 2023. | Phillip Island                        | VN Australije                   | MotoGP™ Guru by Gryfyn Australian Motorcycle Grand Prix      | GP     | Jorge Martín                       | Ducati         | Jorge Martín            | Ducati                  | Johann Zarco            | Ducati                  | Francesco Bagnaia       | Ducati                  | Fabio Di Giannantonio   | Ducati                  | [ 106 ] [ 107 ] [ 108 ] [ 109 ] |
| 16 |     | 22. listopada 2023. | Phillip Island                        | VN Australije                   | MotoGP™ Guru by Gryfyn Australian Motorcycle Grand Prix      | Sprint | Jorge Martín                       | Ducati         | "Sprint" utrka otkazana | "Sprint" utrka otkazana | "Sprint" utrka otkazana | "Sprint" utrka otkazana | "Sprint" utrka otkazana | "Sprint" utrka otkazana | "Sprint" utrka otkazana | "Sprint" utrka otkazana | [ 110 ] [ 111 ] [ 109 ]         |
| 17 | 32  | 28. listopada 2023. | Buriram (Chang International)         | VN Tajlanda                     | OR Thailand Grand Prix                                       | Sprint | Jorge Martín                       | Ducati         | Jorge Martín            | Ducati                  | Jorge Martín            | Ducati                  | Brad Binder             | KTM                     | Luca Marini             | Ducati                  | [ 112 ] [ 113 ] [ 114 ] [ 115 ] |
| 17 | 33  | 29. listopada 2023. | Buriram (Chang International)         | VN Tajlanda                     | OR Thailand Grand Prix                                       | GP     | Jorge Martín                       | Ducati         | Marco Bezzecchi         | Ducati                  | Jorge Martín            | Ducati                  | Francesco Bagnaia       | Ducati                  | Brad Binder             | KTM                     | [ 116 ] [ 117 ] [ 118 ] [ 115 ] |
| 18 | 34  | 11. stuudenog 2023. | Sepang                                | VN Malezije                     | Petronas Grand Prix of Malaysia                              | Sprint | Francesco Bagnaia                  | Ducati         | Enea Bastianini         | Ducati                  | Álex Márquez            | Ducati                  | Jorge Martín            | Ducati                  | Francesco Bagnaia       | Ducati                  | [ 119 ] [ 120 ] [ 121 ] [ 122 ] |
| 18 | 35  | 12. studenog 2023.  | Sepang                                | VN Malezije                     | Petronas Grand Prix of Malaysia                              | GP     | Francesco Bagnaia                  | Ducati         | Álex Márquez            | Ducati                  | Enea Bastianini         | Ducati                  | Álex Márquez            | Ducati                  | Francesco Bagnaia       | Ducati                  | [ 123 ] [ 124 ] [ 125 ] [ 122 ] |
| 19 | 36  | 18. studenog 2023.  | Losail                                | VN Katara                       | Qatar Airways Grand Prix of Qatar                            | Sprint | Luca Marini                        | Ducati         | Jorge Martín            | Ducati                  | Jorge Martín            | Ducati                  | Fabio Di Giannantonio   | Ducati                  | Luca Marini             | Ducati                  | [ 126 ] [ 127 ] [ 128 ] [ 129 ] |
| 19 | 37  | 19. studenog 2023.  | Losail                                | VN Katara                       | Qatar Airways Grand Prix of Qatar                            | GP     | Luca Marini                        | Ducati         | Enea Bastianini         | Ducati                  | Fabio Di Giannantonio   | Ducati                  | Francesco Bagnaia       | Ducati                  | Luca Marini             | Ducati                  | [ 130 ] [ 131 ] [ 132 ] [ 129 ] |
| 20 | 38  | 25. studenog 2023.  | Valencia (Ricardo Tormo)              | VN Zajednice Valencia           | Gran Premio Motul de la Comunitat Valenciana                 | Sprint | Maverick Viñales                   | Aprilia        | Marc Márquez            | Honda                   | Jorge Martín            | Ducati                  | Brad Binder             | KTM                     | Marc Márquez            | Honda                   | [ 133 ] [ 134 ] [ 135 ] [ 136 ] |
| 20 | 39  | 26. studenog 2023.  | Valencia (Ricardo Tormo)              | VN Zajednice Valencia           | Gran Premio Motul de la Comunitat Valenciana                 | GP     | Maverick Viñales Francesco Bagnaia | Aprilia Ducati | Brad Binder             | KTM                     | Francesco Bagnaia       | Ducati                  | Johann Zarco            | Ducati                  | Brad Binder             | KTM                     | [ 137 ] [ 138 ] [ 139 ] [ 136 ] |

 
rezultati za Sprint utrku prikazani nakošenim slovima (kurzivom) 

VN Kazahstana (staza Sokol International) – bila predviđena za 9. srpnja 2023., ali otkazana zbog nespremnosti staze 

VN Mađarske (staze Magyar Nemzetkozi Motodrome i Balaton Park) – bila predviđana u kalendaru utrka za 2023., ali zbog kašnjenja u izgradnji staze izbačena iz kalendara 

VN Argentine – također i kao VN Republike Argentine 

VN Nizozemske - također navedena kao Dutch TT, odnosno TT Assen 

VN Britanije - također navedena kao VN Velike Britanije 

VN Katalonije - GP utrka - prekinuta u 1. krugu nakon nesreće, potom kasnije restartana kao utrka od 23 kruga (umjesto predviđena 24) 

VN San Marina i Rivijere Rimini - također navedena kao VN San Marina 

VN Japana - GP utrka - zbog jake kiše prekinuta nakon 12. od predviđena 24. kruga, te nije nastavljena 

VN Australije - zbog najave jakog nevremena GP utrka održana u subotu (21. listopada), dok je Sprint utrka prebačena za nedjelju (22. listopada), ali je na kraju otkazana zbog jakog kišnog nevremena 

VN Zajednice Valencia - također navedena kao VN Valencije. Za GP utrku je Maverick Viñales dobio kaznu od 3 mjesta na startu, te je s prve pozicije startao Francesco Bagnaia 

## Poredak za vozače
Sustav bodovanja
Bodove osvaja prvih 15 vozača u glavnoj (Grand Prix) utrci, te prvih 9 vozača u Sprint utrci. 
| utrka      | pozicija u utrci | 1. | 2. | 3. | 4. | 5. | 6. | 7. | 8. | 9. | 10. | 11. | 12. | 13. | 14. | 15. |
| Sprint     | bodovi           | 12 | 9  | 7  | 6  | 5  | 4  | 3  | 2  | 1  |     |     |     |     |     |     |
| Grand Prix | bodovi           | 25 | 20 | 16 | 13 | 11 | 10 | 9  | 8  | 7  | 6   | 5   | 4   | 3   | 2   | 1   |

| mj. | vozač                 | konstruktor | bm | momčad (tim)                                           | motocikl                        | bodova |
| --- | --------------------- | ----------- | -- | ------------------------------------------------------ | ------------------------------- | ------ |
| 1.  | Francesco Bagnaia     | Ducati      | 1  | Ducati Lenovo Team                                     | Ducati Desmosedici GP23         | 467    |
| 2.  | Jorge Martín          | Ducati      | 89 | Prima Pramac Racing                                    | Ducati Desmosedici GP23         | 428    |
| 3.  | Marco Bezzecchi       | Ducati      | 72 | Mooney VR46 Racing Team                                | Ducati Desmosedici GP22         | 329    |
| 4.  | Brad Binder           | KTM         | 33 | Red Bull KTM Factory Racing                            | KTM RC16                        | 293    |
| 5.  | Johann Zarco          | Ducati      | 5  | Prima Pramac Racing                                    | Ducati Desmosedici GP23         | 225    |
| 6.  | Aleix Espargaró       | Aprilia     | 41 | Aprilia Racing                                         | Aprilia RS-GP23                 | 206    |
| 7.  | Maverick Viñales      | Aprilia     | 12 | Aprilia Racing                                         | Aprilia RS-GP23                 | 204    |
| 8.  | Luca Marini           | Ducati      | 10 | Mooney VR46 Racing Team                                | Ducati Desmosedici GP22         | 201    |
| 9.  | Álex Márquez          | Ducati      | 73 | Gresini Racing MotoGP                                  | Ducati Desmosedici GP22         | 177    |
| 10. | Fabio Quartararo      | Yamaha      | 20 | Monster Energy Yamaha MotoGP                           | Yamaha YZR-M1                   | 172    |
| 11. | Jack Miller           | KTM         | 43 | Red Bull KTM Factory Racing                            | KTM RC16                        | 163    |
| 12. | Fabio Di Giannantonio | Ducati      | 49 | Gresini Racing MotoGP                                  | Ducati Desmosedici GP22         | 151    |
| 13. | Franco Morbidelli     | Yamaha      | 21 | Monster Energy Yamaha MotoGP                           | Yamaha YZR-M1                   | 102    |
| 14. | Marc Márquez          | Honda       | 93 | Repsol Honda Team                                      | Honda RC213V                    | 96     |
| 15. | Enea Bastianini       | Ducati      | 23 | Ducati Lenovo Team                                     | Ducati Desmosedici GP23         | 84     |
| 16. | Miguel Oliveira       | Aprilia     | 88 | CryptoData RNF MotoGP Team                             | Aprilia RS-GP22                 | 76     |
| 17. | Augusto Fernández     | KTM         | 37 | GasGas Factory Racing Tech3                            | KTM RC16                        | 71     |
| 18. | Takaaki Nakagami      | Honda       | 30 | LCR Honda LCR Honda Idemitsu                           | Honda RC213V                    | 56     |
| 19. | Álex Rins             | Honda       | 42 | LCR Honda LCR Honda Castrol                            | Honda RC213V                    | 54     |
| 20. | Raúl Fernández        | Aprilia     | 25 | CryptoData RNF MotoGP Team                             | Aprilia RS-GP22                 | 51     |
| 21. | Daniel Pedrosa        | KTM         | 26 | Red Bull KTM Factory Racing                            | KTM RC16                        | 32     |
| 22. | Joan Mir              | Honda       | 36 | Repsol Honda Team                                      | Honda RC213V                    | 26     |
| 23. | Pol Espargaró         | KTM         | 44 | GasGas Factory Racing Tech3                            | KTM RC16                        | 15     |
| 24. | Lorenzo Savadori      | Aprilia     | 32 | CryptoData RNF MotoGP Team Aprilia Racing              | Aprilia RS-GP22 Aprilia RS-GP23 | 12     |
| 25. | Jonas Folger          | KTM         | 94 | GasGas Factory Racing Tech3                            | KTM RC16                        | 9      |
| 26. | Stefan Bradl          | Honda       | 8  | Repsol Honda Team HRC Team LCR Honda LCR Honda Castrol | Honda RC213V                    | 8      |
| 27. | Michele Pirro         | Ducati      | 51 | Ducati Lenovo Team Aruba.it Racing                     | Ducati Desmosedici GP23         | 5      |
| 28. | Danilo Petrucci       | Ducati      | 9  | Ducati Lenovo Team                                     | Ducati Desmosedici GP23         | 5      |
| 29. | Cal Crutchlow         | Yamaha      | 35 | Yamalube RS4GP Racing Team                             | Yamaha YZR-M1                   | 3      |

 u ljestvici vozači koji su osvojili bodove u prvenstvu 
Poredak za prvenstvo vozača nezavisnih (netvorničkih) momčadi
| mj. | vozač                 | konstruktor | bm | momčad (tim)                 | motocikl                | bodova |
| --- | --------------------- | ----------- | -- | ---------------------------- | ----------------------- | ------ |
| 1.  | Jorge Martín          | Ducati      | 89 | Prima Pramac Racing          | Ducati Desmosedici GP23 | 428    |
| 2.  | Marco Bezzecchi       | Ducati      | 72 | Mooney VR46 Racing Team      | Ducati Desmosedici GP22 | 329    |
| 3.  | Johann Zarco          | Ducati      | 5  | Prima Pramac Racing          | Ducati Desmosedici GP23 | 225    |
| 4.  | Luca Marini           | Ducati      | 10 | Mooney VR46 Racing Team      | Ducati Desmosedici GP22 | 201    |
| 5.  | Álex Márquez          | Ducati      | 73 | Gresini Racing MotoGP        | Ducati Desmosedici GP22 | 177    |
| 6.  | Fabio Di Giannantonio | Ducati      | 49 | Gresini Racing MotoGP        | Ducati Desmosedici GP22 | 151    |
| 7.  | Miguel Oliveira       | Aprilia     | 88 | CryptoData RNF MotoGP Team   | Aprilia RS-GP22         | 76     |
| 8.  | Augusto Fernández     | KTM         | 37 | GasGas Factory Racing Tech3  | KTM RC16                | 71     |
| 9.  | Takaaki Nakagami      | Honda       | 30 | LCR Honda LCR Honda Idemitsu | Honda RC213V            | 56     |
| 10. | Álex Rins             | Honda       | 42 | LCR Honda LCR Honda Castrol  | Honda RC213V            | 54     |
| 11. | Raúl Fernández        | Aprilia     | 25 | CryptoData RNF MotoGP Team   | Aprilia RS-GP22         | 51     |
| 12. | Pol Espargaró         | KTM         | 44 | GasGas Factory Racing Tech3  | KTM RC16                | 15     |
| 13. | Jonas Folger          | KTM         | 94 | GasGas Factory Racing Tech3  | KTM RC16                | 9      |
| 14. | Stefan Bradl          | Honda       | 8  | LCR Honda LCR Honda Castrol  | Honda RC213V            | 6      |
| 15. | Lorenzo Savadori      | Aprilia     | 32 | CryptoData RNF MotoGP Team   | Aprilia RS-GP22         | 4      |

 u ljestvici vozači koji su osvojili bodove u prvenstvu 
Poredak za najboljeg novog vozača (rookie)
| mj. | vozač             | konstruktor | bm | momčad (tim)                | motocikl | bodova |
| --- | ----------------- | ----------- | -- | --------------------------- | -------- | ------ |
| 1.  | Augusto Fernández | KTM         | 37 | GasGas Factory Racing Tech3 | KTM RC16 | 71     |

 u ljestvici vozači koji su osvojili bodove u prvenstvu 

## Poredak za konstruktore
Sustav bodovanja
Bodove za proizvođača osvaja najbolje plasirani motocikl proizvođača među prvih 9 u Sprint utrci, odnosno prvih 15 u Grand Prix utrci. 
| utrka      | pozicija u utrci | 1. | 2. | 3. | 4. | 5. | 6. | 7. | 8. | 9. | 10. | 11. | 12. | 13. | 14. | 15. |
| Sprint     | bodovi           | 12 | 9  | 7  | 6  | 5  | 4  | 3  | 2  | 1  |     |     |     |     |     |     |
| Grand Prix | bodovi           | 25 | 20 | 16 | 13 | 11 | 10 | 9  | 8  | 7  | 6   | 5   | 4   | 3   | 2   | 1   |

Ducati prvak u poretku konstruktora. 
| mj. | konstruktor | bod |
| --- | ----------- | --- |
| 1.  | Ducati      | 700 |
| 2.  | KTM         | 373 |
| 3.  | Aprilia     | 326 |
| 4.  | Yamaha      | 196 |
| 5.  | Honda       | 185 |

## Poredak za momčadi (timove)
Sustav bodovanja
Bodove za timove (momčadi) osvajaju prijavljeni vozači tima koji su plasirani među 9 u Sprint utrci, osnosno prvih 15 u Grand Prix utrci, ujedno i osvajači bodova za poredak vozača. 
| utrka      | pozicija u utrci | 1. | 2. | 3. | 4. | 5. | 6. | 7. | 8. | 9. | 10. | 11. | 12. | 13. | 14. | 15. |
| Sprint     | bodovi           | 12 | 9  | 7  | 6  | 5  | 4  | 3  | 2  | 1  |     |     |     |     |     |     |
| Grand Prix | bodovi           | 25 | 20 | 16 | 13 | 11 | 10 | 9  | 8  | 7  | 6   | 5   | 4   | 3   | 2   | 1   |

Prima Pramac Racing (nezavisna momčad koja koristi Ducatijeve motocikle) osvojila prvenstvo za momčadi. Ovo je prvi put da je netvornička (nezavisna) momčad osvojila prvenstvo za timove (momčadi).   
| mj. | momčad                                         | konstruktor | bod |
| --- | ---------------------------------------------- | ----------- | --- |
| 1.  | Prima Pramac Racing                            | Ducati      | 653 |
| 2.  | Ducati Lenovo Team                             | Ducati      | 561 |
| 3.  | Mooney VR46 Racing Team                        | Ducati      | 530 |
| 4.  | Red Bull KTM Factory Racing                    | KTM         | 456 |
| 5.  | Aprilia Racing                                 | Aprilia     | 410 |
| 6.  | Gresini Racing MotoGP                          | Ducati      | 328 |
| 7.  | Monster Energy Yamaha MotoGP                   | Yamaha      | 274 |
| 8.  | CryptoData RNF MotoGP Team                     | Aprilia     | 134 |
| 9.  | Repsol Honda Team                              | Honda       | 122 |
| 10. | LCR Honda LCR Honda Idemitsu LCR Honda Castrol | Honda       | 116 |
| 11. | GasGas Factory Racing Tech3                    | KTM         | 95  |

 u ljestvici momčadi (timovi) koji su osvojili bodove u prvenstvu 
Poredak za prvenstvo nezavisnih (netvorničkih) momčadi
| mj. | momčad                      | konstruktor | bod |
| --- | --------------------------- | ----------- | --- |
| 1.  | Prima Pramac Racing         | Ducati      | 653 |
| 2.  | Mooney VR46 Racing Team     | Ducati      | 530 |
| 3.  | Gresini Racing MotoGP       | Ducati      | 328 |
| 4.  | CryptoData RNF MotoGP Team  | Aprilia     | 131 |
| 5.  | LCR Honda                   | Honda       | 116 |
| 6.  | GasGas Factory Racing Tech3 | KTM         | 95  |

 u ljestvici momčadi (timovi) koji su osvojili bodove u prvenstvu 

## Vanjske poveznice
- (engl.) motogp.com
- (fr.) racingmemo.free.fr, LES CHAMPIONNATS DU MONDE DE VITESSE MOTO
- (engl.) motorsportstats.com, MotoGP
- (engl.) motorsportmagazine.com, World Motorcycle Championship / MotoGP
- (engl.) motorsporttop20.com, Motorcycle Championships
- (engl.) progcovers.com, Motor Racing Programme Covers / FIM Grand Prix World Championship Programmes / 500cc Class / MotoGP
- (tal.) it.wikipedia.org, Risultati del motomondiale 2023